# Жало-С
2С14 «Жало-С» — советская опытная 85-мм батальонная самоходная противотанковая пушка. Разработана в горьковском ЦНИИ «Буревестник» на базе бронетранспортёра БТР-70. Главный конструктор проекта — В. Э. Серебряный.

## История создания
После окончания Второй мировой войны к 1948 году Министерством обороны СССР были сформированы требования к танковым и противотанковым орудиям Советской армии. Основными требованиями были: увеличение начальной скорости снаряда и увеличение дальности стрельбы противотанковых орудий. Исследования по этой тематике позволили разработать и принять к 1960 году на вооружение Советской армии 100-мм противотанковую пушку МТ-12. Однако дальнейшее развёртывание работ по проектированию и разработке боеприпасов было признано нецелесообразным, так как в конце 1950-х годов, по мнению советского руководства, задача борьбы с танками противника должна была быть переложена с классической ствольной артиллерии на противотанковые ракетные комплексы.
С ростом защищённости бронетанковой техники противника от кумулятивных боеприпасов вновь возникла необходимость возобновления работ над повышением бронепробиваемости выстрелов с бронебойными подкалиберными снарядами и, как следствие, возобновления работ над противотанковыми средствами ствольной артиллерии. В 1964 году при разработке новой системы вооружения Ракетных войск и артиллерии СССР 3-м Центральным научно-исследовательским институтом Министерства обороны предложено наряду с противотанковыми ракетными комплексами иметь и противотанковые пушки. В 1969-1970 годах в СССР начаты работы над новым поколением противотанковых орудий. В полковом и дивизионном звене сухопутных войск предполагалось иметь 100-мм самоходную противотанковую пушку «Норов» и 125-мм самоходную противотанковую пушку «Спрут-С» соответственно. Для батальонного же звена предполагалась разработка лёгких 85-мм противотанковых пушек в буксируемом и в самоходном варианте. Полученные наработки легли в основу ОКР 2С14 «Жало-С».
Головным разработчиком «Жало-С» был назначен Центральный научно-исследовательский институт «Буревестник». Работы велись в отделе № 32 отделения № 3 под руководством В. Э. Серебряного. Параллельно с самоходным ЦНИИ «Буревестник» вёл работы над буксируемым вариантом, получившим обозначение 2А55 «Жало-Б». В рамках работ по созданию буксируемого варианта был создан макетный образец 85-мм пушки под обозначением КМ-33. Используя полученный макетный образец, специалисты НИМИ разработали и испытали новые боеприпасы, вошедшие в боекомплект ПТП 2А55 и СПТП «Жало-С».
К 1975 году был изготовлен опытный образец «Жало-С», который успешно прошёл заводские испытания, а затем был направлен на полигонные испытания на Ржевский артиллерийский полигон и Бронетанковый полигон в Кубинке. К 1980 году САУ «Жало-С» прошла весь цикл испытаний, результаты которых межведомственной комиссией были оценены как положительные. Однако ни буксируемая, ни самоходная противотанковые пушки семейства «Жало» на вооружение приняты не были. Несмотря на то, что СПТП 2С14 позволяла успешно бороться с самоходными артиллерийскими установками и лёгкой бронетехникой противника, к моменту завершения работ 85-мм орудие САУ «Жало-С» не позволяло эффективно бороться с новыми танками противника. Кроме того, калибр 85 мм не подходил для создания управляемых боеприпасов, разработка которых активно велась для других систем более крупного калибра.

## Описание конструкции
За базу самоходной противотанковой пушки 2С14 было взято шасси бронетранспортёра БТР-70. Во вращающейся башне устанавливалась 85-мм пушка 2А62, унифицированная по баллистическому решению и боекомплекту с буксируемой противотанковой пушкой 2А55. Пушка 2А62 оснащалась щелевым дульным тормозом с эффективностью 75—80 % и позволяла развивать максимальную скорострельность до 20—25 выстрелов в минуту. В боекомплект входили бронебойные подкалиберные снаряды, не имевшие взаимозаменяемости с другими артиллерийскими системами, состоявшими на вооружении Советской армии. Орудие обеспечивало бронепробиваемость приблизительно в 1,5 раза ниже, чем у 125-мм пушки Д-81. Для наведения на цель использовался перископический прицел. Связь осуществлялась посредством УКВ радиостанции Р-173.

## Оценка машины
|                                              | КСП-76    | Жало-С   | БТР-90      |
| -------------------------------------------- | --------- | -------- | ----------- |
| Базовое шасси                                | ГАЗ-63    | ГАЗ-4905 | ГАЗ-5923    |
| Боевая масса, т                              | 5,4       | 12,5     | не более 22 |
| Экипаж, чел.                                 | 3         | 3—4      | 3           |
| Марка орудия                                 | 52-П-354У | 2А62     | 2А42        |
| Тип установки орудия                         | рубочная  | башенная | башенная    |
| Калибр орудия, мм                            | 76,2      | 85       | 30          |
| Бронепробиваемость БПС на дальности 2 км, мм | 75        | 250      | ~70мм       |
| Комплекс управляемого вооружения             | нет       | нет      | есть        |
| Возимый боезапас, выстр.                     | 54        | 30—40    |             |
| Боевая скорострельность, выстр/мин           | 15        | 20—25    |             |
| Максимальная скорость по шоссе, км/ч         | 62,5—77   | 80       | 100         |
| Максимальная скорость на плаву, км/ч         | —         | 9—10     | 12          |

Первые работы по созданию высокоманёвренных колёсных противотанковых пушек были проведены в СССР задолго до появления САУ «Жало-С», так в 1944 году на базе грузовика ГАЗ-63 была разработана 76-мм самоходная противотанковая пушка КСП-76, однако из-за недостаточной манёвренности она не была принята на вооружение Советской армии. По сравнению с КСП-76 САУ «Жало-С» обладала рядом преимуществ, например, орудие было установлено в поворотную башню, базовое шасси позволяло развивать большую скорость и преодолевать препятствия вплавь, 85-мм орудие 2А62 обладало большей скорострельностью и бронепробиваемостью и позволяло эффективно бороться с лёгкой бронетехникой и самоходными артиллерийскими орудиями противника. Однако, несмотря на преимущества, САУ 2С14 обладала и недостатками, послужившими причиной отказа от принятия на вооружение. 85-мм орудие не позволяло в обозримом будущем создать комплекс управляемого вооружения, кроме того не обладало достаточной бронепробиваемостью для поражения танков типа М1 и FV4030/4. Позднее, Министерство обороны СССР вновь вернулось к тематике колёсных самоходных противотанковых орудий, открыв работы по созданию 125-мм самоходной противотанковой пушки «Спрут-К». В отличие от «Жало-С» СПТП «Спрут-К» планировалось вооружить 125-мм орудием, унифицированным по баллистике и боеприпасам с танковой пушкой 2А46, а в качестве базового использовать шасси бронетранспортёра БТР-90. Однако, и эта САУ также не была принята на вооружение; таким образом ниша лёгких высокоманёвренных колёсных противотанковых САУ в организационно-штатной структуре ВС РФ осталась незанятой.
|                                      | Жало-С    | AMX-10RC  | EE-9      |
| ------------------------------------ | --------- | --------- | --------- |
| Годы разработки                      | 1969—1980 | 1970—1981 | 1970—1975 |
| Экипаж, чел.                         | 3—4       | 4         | 3         |
| Масса, т                             | 12,5      | 15,88     | 13,4      |
| Калибр орудия, мм                    | 85        | 105       | 90        |
| Возимый боезапас, выстр.             | 30—40     | 38        | 44        |
| Максимальная скорость по шоссе, км/ч | 80        | 85        | 100       |
| Максимальная скорость на плаву, км/ч | 9—10      | 7,2       | —         |
| Запас хода по шоссе, км              | 400—600   | 1000      | 880       |
| Колёсная формула                     | 8×8       | 6×6       | 6×6/2     |

Помимо СССР, разработки колёсных бронированных машин, способных бороться с танками, велись и в других государствах. В 1981 году на вооружение французской армии поступили бронированные машины AMX-10RC. Основным вооружением являлась 105-мм нарезная пушка F2, несовместимая с боекомплектом танковых пушек типа L7. На вооружение бразильской армии в 1975 году поступили бронированные машины EE-9, оборудованные 90-мм противотанковой пушкой. В отличие от СПТП «Жало-С», борьба с танками не являлась основным предназначением как для AMX-10RC, так и для EE-9. Основной задачей было использование их в качестве БРМ, что сказалось на приборном составе этих машин и тактике применения. Позднее в 1980-е, а затем в 1990-е и 2000-е интерес к созданию колёсных противотанковых машин проявили и другие государства, в результате чего появился отдельный класс техники, иногда именуемый как колёсные танки.

## Где можно увидеть
- Россия:
  - г. Кубинка — Центральный музей бронетанкового вооружения и техники в Кубинке.

## В игровой индустрии
- САУ 2С14 «Жало-С» представлена в многопользовательском танковом аркадном шутере Tanktastic, выпущенном для платформ Android и IOS.

- САУ 2С14 «Жало-С» доступна при игре за СССР в Wargame: Red Dragon.
- САУ 2С14 «Жало-С» представлена в многопользовательском танковом шутере Armored Warfare: Проект Армата при игре за СССР как премиум-техника, стоимостью 1000 золотых[9].
- САУ 2С14 «Жало-С» представлена в одном из игровых режимов в многопользовательской игре Roblox в игре "Multicrew Tank Combat"

### Сноски
1. 1 2 3  Характеристика базового шасси.
2. ↑  Для снаряда 53-Бр-354Н.
3. ↑  Учитывая бронепробиваемости снаряда 3БМ22, принятого на вооружение Советской армии в 1976 году, и бронепробиваемость 85-мм пушки 2А62, которая ниже приблизительно в полтора раза, чем у пушки Д-81.